# Síndrome coronária aguda
Síndrome Coronária Aguda (SCA)  é um conjunto de sinais e sintomas relacionados à obstrução de uma artéria coronária que pode ser causado por um infarto agudo do miocárdio ou por uma angina instável. É sempre uma emergência médica. O tipo de síndrome, tratamento e prognóstico são avaliados com eletrocardiograma (ECG), exame das enzimas cardíacas (como as troponinas I e T) e exames de imagens (como o ecocardiograma).

## Sinais e sintomas
Os sintomas típicos são).:
- Dor torácica opressiva, no local do coração (precordial);
- Essa dor pode irradiar para braço esquerdo, ombros ou mandíbula;
- Pode também apresentar sintomas associados como sudorese, náusea, vômito, palpitação, ansiedade, pânico (angor animi) e dificuldade para respirar (dispnéia).

Dores atípicas podem começar no epigástrio (abdomen superior central) ou irradiar para braço direito. Sintomas atípicos são mais comuns em mulheres e podem incluir também insonia nas semanas anteriores ao infarto, tosse, sensação de afogamento, fatiga e distensão abdominal. Em diabéticos a dor nem sempre está presente (pois a neuropatia diabética causa insensibilidade a dor).

## Fatores de risco
Fatores que aumentam as probabilidades de sofrir Síndrome Coronária Aguda em qualquer momento da vida incluem:
- Diabetes
- Hipertensão
- Tabagismo
- Colesterol elevado
- Obesidade
- Sedentarismo
- Histórico familiar ou pessoal de cardiopatias

## Tipos
Os tipos da síndrome coronariana aguda incluem :
- Angina instável: É o tipo mais comum, representando quase 40% dos casos. Aparece subitamente em repouso ou com esforços menores que o usual.
- Infarto Agudo do Miocardio Com Elevação do segmento ST (IAMCEST): Cerca de 30% dos casos. É diagnosticada quando o eletrocardiograma (ECG) detecta eleveção do segmento ST, indicando nova lesão do miocárdio(músculo cardíaco).
- Infarto Agudo do Miocárdio Sem Elevação do segmento ST (IAMSEST): Cerca de 25% dos casos. É similar à angina inestável, mas com exame sanguíneo de enzimas cardíacas positivo e onda Q patológica.

Essas duas formas de infarto do miocárdio foram definidas de acordo com a aparência do eletrocardiograma (ECG) e servem para definir o melhor tratamento.
A SCA não inclui a angina estável, que se apresenta como dor torácica durante atividade física que melhora com repouso.

## Diagnóstico
Quando começa uma dor torácica aguda, o eletrocardiograma(ECG) deve ser feito o mais rápido possível, incluindo na ambulância, se possível. É útil para distinguir entre várias causas da dor torácica aguda. Também são úteis a radiografia de tórax, os exames de sangue de marcadores de lesão miocárdica (mioglobulina específica, troponina I e T e CPK) e o monitor cardíaco.

## Diagnósticos diferenciais
Embora a SCA geralmente esteja associada à trombose coronariana a dor no peito de origem cardíaca também pode ocorrer devido a anemia, consumo de cocaína, arritmia, severa bradicardias (batimento cardíaco muito diminuído) ou severa taquicardias (batimentos cardíacos aumentados).

## Prevenção
A prevenção da SCA envolve reduzir os fatores de risco: alimentação saudável, exercício, tratamento da hipertensão (com diuréticos e dieta com pouco sódio), controle do diabetes, evitar fumar, controlar os níveis de colesterol e perder o sobrepeso. Em pacientes com fatores de risco significativos, aspirina e anti-agregantes em pequenas doses reduzem o risco de novos transtornos cardiovasculares.

## Tratamento

Na angioplastia, um cateter com um balão re-abre o espaço obstruído.

Caso se detecte elevação da onda ST, o tratamento de primeira escolha é angioplastia coronária percutânea. Neste procedimento minimamente invasivo um cateter flexível é introduzido em uma artéria femoral (perna) ou radial (antebraço) e segue ao local do bloqueio das artérias do coração, onde inflam um balão para abrir o vaso obstruído. Posteriormente se coloca um stent(tubo metálico) para manter essa artéria aberta. Quanto mais cedo o tratamento começa melhor o prognóstico.
Se a angioplastia não pode ser feita imediatamente, são injetados trombolíticos para romper o trombo das coronárias (fibrinólise). Os trombolíticos são contraindicados em caso de hemorragia nos últimos meses, por exemplo, se há uma úlcera gástrica ou duodenal.
Caso não se detecte elevação da onda ST são usados dois anticoagulantes (aspirina mais clopidogrel ou prasugrel ou ticagrelor), heparina de baixo peso molecular (enoxaparina), com trinitrato de glicerilo intravenoso e opióides (morfina) se a dor persiste muito forte.